# Aleksej Alekseevič Troickij
Aleksej Alekseevič Troickij, trascritto anche Alexey Troitsky o Troitzky (in russo Алексе́й Алексе́евич Тро́ицкий?; San Pietroburgo, 14 marzo 1866 – Leningrado, 14 agosto 1942), è stato un compositore di scacchi russo (sovietico dal 1922), considerato il padre della studistica moderna.
Pubblicò la sua prima composizione in gennaio del 1895 sulla rivista «Novoe Vremija», diretta da Michail Čigorin. Nel 1906 uscì la sua prima monografia teorica, «Due Cavalli contro Alfieri», pubblicata dalla rivista tedesca Deutsche Schachzeitung.
Nel 1910 pubblicò sulla rivista «Nivje» un articolo contenente le regole che devono presiedere alla composizione degli studi di scacchi. Durante la Rivoluzione d'ottobre andarono persi la maggior parte dei suoi studi, e per sei anni abbandonò la composizione, riprendendola nel 1923. L'anno successivo pubblicò la sua prima raccolta di studi 500 Endspielstudien (Berlino, 1924). Una seconda raccolta venne pubblicata a Leningrado nel 1935, e tradotta in inglese nel 1937 con il titolo 360 Endgame Studies.
Compose circa 1 400 studi, facendone uno dei più prolifici compositori di studi. Il database di riferimento di Harold van der Heijden ne contiene oltre 1300. Diede notevoli contributi alla teoria dei finali, tra cui la definizione dei casi di vittoria nel finale di re e due cavalli contro re e pedone.
Nel 1928 ricevette il titolo di "Maestro onorevole dell'Arte" e nel 1934 fu uno dei primi quattro a ricevere l'onorificenza di Maestro onorario dello sport per la composizione scacchistica.
Troitzkij morì il 14 agosto 1942 in seguito alle privazioni subite durante l'assedio di Leningrado da parte della Germania nazista.
Nel 1959 Vladimir Korolkov e Vitaly Checkover pubblicarono la raccolta Studi scelti di A. Troickij, contenente 176 suoi studi.

## Uno studio di Troickij
|   | a | b | c | d | e | f | g | h |   |
| 8 | a7 pedone del nero · e7 alfiere del bianco · h7 pedone del nero · b6 pedone del bianco · h6 pedone del bianco · d5 pedone del bianco · f4 torre del nero · d3 re del nero · g1 re del bianco | a7 pedone del nero · e7 alfiere del bianco · h7 pedone del nero · b6 pedone del bianco · h6 pedone del bianco · d5 pedone del bianco · f4 torre del nero · d3 re del nero · g1 re del bianco | a7 pedone del nero · e7 alfiere del bianco · h7 pedone del nero · b6 pedone del bianco · h6 pedone del bianco · d5 pedone del bianco · f4 torre del nero · d3 re del nero · g1 re del bianco | a7 pedone del nero · e7 alfiere del bianco · h7 pedone del nero · b6 pedone del bianco · h6 pedone del bianco · d5 pedone del bianco · f4 torre del nero · d3 re del nero · g1 re del bianco | a7 pedone del nero · e7 alfiere del bianco · h7 pedone del nero · b6 pedone del bianco · h6 pedone del bianco · d5 pedone del bianco · f4 torre del nero · d3 re del nero · g1 re del bianco | a7 pedone del nero · e7 alfiere del bianco · h7 pedone del nero · b6 pedone del bianco · h6 pedone del bianco · d5 pedone del bianco · f4 torre del nero · d3 re del nero · g1 re del bianco | a7 pedone del nero · e7 alfiere del bianco · h7 pedone del nero · b6 pedone del bianco · h6 pedone del bianco · d5 pedone del bianco · f4 torre del nero · d3 re del nero · g1 re del bianco | a7 pedone del nero · e7 alfiere del bianco · h7 pedone del nero · b6 pedone del bianco · h6 pedone del bianco · d5 pedone del bianco · f4 torre del nero · d3 re del nero · g1 re del bianco | 8 |
| 7 | a7 pedone del nero · e7 alfiere del bianco · h7 pedone del nero · b6 pedone del bianco · h6 pedone del bianco · d5 pedone del bianco · f4 torre del nero · d3 re del nero · g1 re del bianco | a7 pedone del nero · e7 alfiere del bianco · h7 pedone del nero · b6 pedone del bianco · h6 pedone del bianco · d5 pedone del bianco · f4 torre del nero · d3 re del nero · g1 re del bianco | a7 pedone del nero · e7 alfiere del bianco · h7 pedone del nero · b6 pedone del bianco · h6 pedone del bianco · d5 pedone del bianco · f4 torre del nero · d3 re del nero · g1 re del bianco | a7 pedone del nero · e7 alfiere del bianco · h7 pedone del nero · b6 pedone del bianco · h6 pedone del bianco · d5 pedone del bianco · f4 torre del nero · d3 re del nero · g1 re del bianco | a7 pedone del nero · e7 alfiere del bianco · h7 pedone del nero · b6 pedone del bianco · h6 pedone del bianco · d5 pedone del bianco · f4 torre del nero · d3 re del nero · g1 re del bianco | a7 pedone del nero · e7 alfiere del bianco · h7 pedone del nero · b6 pedone del bianco · h6 pedone del bianco · d5 pedone del bianco · f4 torre del nero · d3 re del nero · g1 re del bianco | a7 pedone del nero · e7 alfiere del bianco · h7 pedone del nero · b6 pedone del bianco · h6 pedone del bianco · d5 pedone del bianco · f4 torre del nero · d3 re del nero · g1 re del bianco | a7 pedone del nero · e7 alfiere del bianco · h7 pedone del nero · b6 pedone del bianco · h6 pedone del bianco · d5 pedone del bianco · f4 torre del nero · d3 re del nero · g1 re del bianco | 7 |
| 6 | a7 pedone del nero · e7 alfiere del bianco · h7 pedone del nero · b6 pedone del bianco · h6 pedone del bianco · d5 pedone del bianco · f4 torre del nero · d3 re del nero · g1 re del bianco | a7 pedone del nero · e7 alfiere del bianco · h7 pedone del nero · b6 pedone del bianco · h6 pedone del bianco · d5 pedone del bianco · f4 torre del nero · d3 re del nero · g1 re del bianco | a7 pedone del nero · e7 alfiere del bianco · h7 pedone del nero · b6 pedone del bianco · h6 pedone del bianco · d5 pedone del bianco · f4 torre del nero · d3 re del nero · g1 re del bianco | a7 pedone del nero · e7 alfiere del bianco · h7 pedone del nero · b6 pedone del bianco · h6 pedone del bianco · d5 pedone del bianco · f4 torre del nero · d3 re del nero · g1 re del bianco | a7 pedone del nero · e7 alfiere del bianco · h7 pedone del nero · b6 pedone del bianco · h6 pedone del bianco · d5 pedone del bianco · f4 torre del nero · d3 re del nero · g1 re del bianco | a7 pedone del nero · e7 alfiere del bianco · h7 pedone del nero · b6 pedone del bianco · h6 pedone del bianco · d5 pedone del bianco · f4 torre del nero · d3 re del nero · g1 re del bianco | a7 pedone del nero · e7 alfiere del bianco · h7 pedone del nero · b6 pedone del bianco · h6 pedone del bianco · d5 pedone del bianco · f4 torre del nero · d3 re del nero · g1 re del bianco | a7 pedone del nero · e7 alfiere del bianco · h7 pedone del nero · b6 pedone del bianco · h6 pedone del bianco · d5 pedone del bianco · f4 torre del nero · d3 re del nero · g1 re del bianco | 6 |
| 5 | a7 pedone del nero · e7 alfiere del bianco · h7 pedone del nero · b6 pedone del bianco · h6 pedone del bianco · d5 pedone del bianco · f4 torre del nero · d3 re del nero · g1 re del bianco | a7 pedone del nero · e7 alfiere del bianco · h7 pedone del nero · b6 pedone del bianco · h6 pedone del bianco · d5 pedone del bianco · f4 torre del nero · d3 re del nero · g1 re del bianco | a7 pedone del nero · e7 alfiere del bianco · h7 pedone del nero · b6 pedone del bianco · h6 pedone del bianco · d5 pedone del bianco · f4 torre del nero · d3 re del nero · g1 re del bianco | a7 pedone del nero · e7 alfiere del bianco · h7 pedone del nero · b6 pedone del bianco · h6 pedone del bianco · d5 pedone del bianco · f4 torre del nero · d3 re del nero · g1 re del bianco | a7 pedone del nero · e7 alfiere del bianco · h7 pedone del nero · b6 pedone del bianco · h6 pedone del bianco · d5 pedone del bianco · f4 torre del nero · d3 re del nero · g1 re del bianco | a7 pedone del nero · e7 alfiere del bianco · h7 pedone del nero · b6 pedone del bianco · h6 pedone del bianco · d5 pedone del bianco · f4 torre del nero · d3 re del nero · g1 re del bianco | a7 pedone del nero · e7 alfiere del bianco · h7 pedone del nero · b6 pedone del bianco · h6 pedone del bianco · d5 pedone del bianco · f4 torre del nero · d3 re del nero · g1 re del bianco | a7 pedone del nero · e7 alfiere del bianco · h7 pedone del nero · b6 pedone del bianco · h6 pedone del bianco · d5 pedone del bianco · f4 torre del nero · d3 re del nero · g1 re del bianco | 5 |
| 4 | a7 pedone del nero · e7 alfiere del bianco · h7 pedone del nero · b6 pedone del bianco · h6 pedone del bianco · d5 pedone del bianco · f4 torre del nero · d3 re del nero · g1 re del bianco | a7 pedone del nero · e7 alfiere del bianco · h7 pedone del nero · b6 pedone del bianco · h6 pedone del bianco · d5 pedone del bianco · f4 torre del nero · d3 re del nero · g1 re del bianco | a7 pedone del nero · e7 alfiere del bianco · h7 pedone del nero · b6 pedone del bianco · h6 pedone del bianco · d5 pedone del bianco · f4 torre del nero · d3 re del nero · g1 re del bianco | a7 pedone del nero · e7 alfiere del bianco · h7 pedone del nero · b6 pedone del bianco · h6 pedone del bianco · d5 pedone del bianco · f4 torre del nero · d3 re del nero · g1 re del bianco | a7 pedone del nero · e7 alfiere del bianco · h7 pedone del nero · b6 pedone del bianco · h6 pedone del bianco · d5 pedone del bianco · f4 torre del nero · d3 re del nero · g1 re del bianco | a7 pedone del nero · e7 alfiere del bianco · h7 pedone del nero · b6 pedone del bianco · h6 pedone del bianco · d5 pedone del bianco · f4 torre del nero · d3 re del nero · g1 re del bianco | a7 pedone del nero · e7 alfiere del bianco · h7 pedone del nero · b6 pedone del bianco · h6 pedone del bianco · d5 pedone del bianco · f4 torre del nero · d3 re del nero · g1 re del bianco | a7 pedone del nero · e7 alfiere del bianco · h7 pedone del nero · b6 pedone del bianco · h6 pedone del bianco · d5 pedone del bianco · f4 torre del nero · d3 re del nero · g1 re del bianco | 4 |
| 3 | a7 pedone del nero · e7 alfiere del bianco · h7 pedone del nero · b6 pedone del bianco · h6 pedone del bianco · d5 pedone del bianco · f4 torre del nero · d3 re del nero · g1 re del bianco | a7 pedone del nero · e7 alfiere del bianco · h7 pedone del nero · b6 pedone del bianco · h6 pedone del bianco · d5 pedone del bianco · f4 torre del nero · d3 re del nero · g1 re del bianco | a7 pedone del nero · e7 alfiere del bianco · h7 pedone del nero · b6 pedone del bianco · h6 pedone del bianco · d5 pedone del bianco · f4 torre del nero · d3 re del nero · g1 re del bianco | a7 pedone del nero · e7 alfiere del bianco · h7 pedone del nero · b6 pedone del bianco · h6 pedone del bianco · d5 pedone del bianco · f4 torre del nero · d3 re del nero · g1 re del bianco | a7 pedone del nero · e7 alfiere del bianco · h7 pedone del nero · b6 pedone del bianco · h6 pedone del bianco · d5 pedone del bianco · f4 torre del nero · d3 re del nero · g1 re del bianco | a7 pedone del nero · e7 alfiere del bianco · h7 pedone del nero · b6 pedone del bianco · h6 pedone del bianco · d5 pedone del bianco · f4 torre del nero · d3 re del nero · g1 re del bianco | a7 pedone del nero · e7 alfiere del bianco · h7 pedone del nero · b6 pedone del bianco · h6 pedone del bianco · d5 pedone del bianco · f4 torre del nero · d3 re del nero · g1 re del bianco | a7 pedone del nero · e7 alfiere del bianco · h7 pedone del nero · b6 pedone del bianco · h6 pedone del bianco · d5 pedone del bianco · f4 torre del nero · d3 re del nero · g1 re del bianco | 3 |
| 2 | a7 pedone del nero · e7 alfiere del bianco · h7 pedone del nero · b6 pedone del bianco · h6 pedone del bianco · d5 pedone del bianco · f4 torre del nero · d3 re del nero · g1 re del bianco | a7 pedone del nero · e7 alfiere del bianco · h7 pedone del nero · b6 pedone del bianco · h6 pedone del bianco · d5 pedone del bianco · f4 torre del nero · d3 re del nero · g1 re del bianco | a7 pedone del nero · e7 alfiere del bianco · h7 pedone del nero · b6 pedone del bianco · h6 pedone del bianco · d5 pedone del bianco · f4 torre del nero · d3 re del nero · g1 re del bianco | a7 pedone del nero · e7 alfiere del bianco · h7 pedone del nero · b6 pedone del bianco · h6 pedone del bianco · d5 pedone del bianco · f4 torre del nero · d3 re del nero · g1 re del bianco | a7 pedone del nero · e7 alfiere del bianco · h7 pedone del nero · b6 pedone del bianco · h6 pedone del bianco · d5 pedone del bianco · f4 torre del nero · d3 re del nero · g1 re del bianco | a7 pedone del nero · e7 alfiere del bianco · h7 pedone del nero · b6 pedone del bianco · h6 pedone del bianco · d5 pedone del bianco · f4 torre del nero · d3 re del nero · g1 re del bianco | a7 pedone del nero · e7 alfiere del bianco · h7 pedone del nero · b6 pedone del bianco · h6 pedone del bianco · d5 pedone del bianco · f4 torre del nero · d3 re del nero · g1 re del bianco | a7 pedone del nero · e7 alfiere del bianco · h7 pedone del nero · b6 pedone del bianco · h6 pedone del bianco · d5 pedone del bianco · f4 torre del nero · d3 re del nero · g1 re del bianco | 2 |
| 1 | a7 pedone del nero · e7 alfiere del bianco · h7 pedone del nero · b6 pedone del bianco · h6 pedone del bianco · d5 pedone del bianco · f4 torre del nero · d3 re del nero · g1 re del bianco | a7 pedone del nero · e7 alfiere del bianco · h7 pedone del nero · b6 pedone del bianco · h6 pedone del bianco · d5 pedone del bianco · f4 torre del nero · d3 re del nero · g1 re del bianco | a7 pedone del nero · e7 alfiere del bianco · h7 pedone del nero · b6 pedone del bianco · h6 pedone del bianco · d5 pedone del bianco · f4 torre del nero · d3 re del nero · g1 re del bianco | a7 pedone del nero · e7 alfiere del bianco · h7 pedone del nero · b6 pedone del bianco · h6 pedone del bianco · d5 pedone del bianco · f4 torre del nero · d3 re del nero · g1 re del bianco | a7 pedone del nero · e7 alfiere del bianco · h7 pedone del nero · b6 pedone del bianco · h6 pedone del bianco · d5 pedone del bianco · f4 torre del nero · d3 re del nero · g1 re del bianco | a7 pedone del nero · e7 alfiere del bianco · h7 pedone del nero · b6 pedone del bianco · h6 pedone del bianco · d5 pedone del bianco · f4 torre del nero · d3 re del nero · g1 re del bianco | a7 pedone del nero · e7 alfiere del bianco · h7 pedone del nero · b6 pedone del bianco · h6 pedone del bianco · d5 pedone del bianco · f4 torre del nero · d3 re del nero · g1 re del bianco | a7 pedone del nero · e7 alfiere del bianco · h7 pedone del nero · b6 pedone del bianco · h6 pedone del bianco · d5 pedone del bianco · f4 torre del nero · d3 re del nero · g1 re del bianco | 1 |
|   | a | b | c | d | e | f | g | h |   |

Soluzione:
1. b7 Tg4+
2. Rf2 Tg8
3. d6 Rc4
4. d7  Rb5
5. d8=D Txd8
6. Axd8 Ra6
7. b8=A !! solo con questa sottopromozione il bianco può vincere.
In caso di promozione a cavallo segue:
7. ...Rb7 8. Cd7 Rc8 9. Cf6 Rxd8 10. Cxh7 Re7! 11. Cg5 Rf6 e patta.
Se 7. Rf3? Rxb7 8. Rf4 Rc8 9. Aa5 Rd7 10. Rf5 Re8 11. Rf6 Rf8 patta.
Dopo la promozione ad alfiere il seguito è forzato: 7. ...Rb7 8. Ae5 Rc8 9. Ae7 Rd7 10. A7d6 Re6 11. Rf3 a5 12. Rf4 a4 13. Aa3 Rf7 14. Rf5 Rg8 15. Rf6! Rh8 16. Rf7 matto.